# Zákonodárný proces
Zákonodárný proces nebo také legislativní proces je cílený společenský proces tvorby právních norem, který se projevuje především tvorbou právních předpisů. Z hlediska sociálního lze do něj zahrnout analýzu společenských vztahů a zájmů, zhodnocení dopadů jejich dosavadní právní regulace a tedy vyvození závěru, zda je nutná nová právní úprava a jaká by v kladném případě měla být (tzv. legislativní záměr). Toto hledisko tudíž předchází hledisko právní, samotnou tvorbu právní normy.
Ačkoli příprava právních předpisů je dílem celé řady subjektů, samotnou zákonodárnou iniciativou (oprávněním oficiálně navrhnout zákonodárci přijetí právního předpisu) disponují jen někteří z nich. Toto oprávnění přiznává ústava, nejčastěji jde o vládu a členy zákonodárného sboru. V Evropské unii je ve většině[který?] případů jediným nositelem zákonodárné iniciativy Evropská komise. V některých státech existuje také lidová iniciativa, tedy právo jistého počtu občanů (signatářů petice) předkládat návrhy zákonů.

## Fáze legislativního procesu
Po zjištění nutnosti vytvoření nové právní úpravy a promyšlení konkrétního legislativního záměru přichází jeho realizace:
1. rozhodnutí příslušného orgánu, například ministerstva o zahájení přípravy právního předpisu
2. vypracování zásad právního předpisu, případně rovnou jeho osnovy
3. připomínkové řízení, především meziresortní, ve kterém se vypořádávají různé námitky a podněty
4. předložení vypracovaného (paragrafovaného) znění návrhu právního předpisu orgánu, který je ústavně zmocněn jej přijmout (v případě zákonů ji předkládá zákonodárnou iniciativou nadaný subjekt zákonodárci, u ministerské vyhlášky ji přijímá sám orgán, který její návrh vypracoval)
5. projednání návrhu v tomto orgánu
6. přijetí návrhu
7. vyhlášení (tzv. promulgace) přijatého právního předpisu